# Ron Dante
Pour les articles homonymes, voir Dante (homonymie).
 (juin 2018).
Si vous disposez d'ouvrages ou d'articles de référence ou si vous connaissez des sites web de qualité traitant du thème abordé ici, merci de compléter l'article en donnant les références utiles à sa vérifiabilité et en les liant à la section « Notes et références ».
Ron Dante (né Carmine John Granito le 22 août 1945 à Staten Island, New York) est un chanteur, auteur-compositeur, chanteur de studio et producteur de disques américain. Dante est surtout connu comme le chanteur principal du groupe de dessins animés de fiction The Archies (en) ; il a également été la voix de The Cuff Links et a coproduit les neuf premiers albums de Barry Manilow.